# Nymfernas tempel
Nymfernas tempel (latin: Aedes Nymphae) var ett tempel på Marsfältet i antikens Rom, invigt åt nymferna. Templet uppfördes på 200-talet f.Kr. eller i början av 100-talet f.Kr. Templet förstördes i en eldsvåda i mitten av första århundradet f.Kr.; Clodius hade stuckit templet i brand för att förstöra offentliga handlingar, vilka förvarades där.
Templet var en peripteros med åtta kolonner i fasaden.
| Plan över Campus Martius |
| --- |
| Tibern Navalia Circus Flaminius Marcellusteatern Diana- templet Pietas- templet Janustemplet Junos tempel Spestemplet Bellona- templet Apollo Sosianus tempel Jupiter Stators tempel Juno Reginas tempel Octavias portik Filippus portik Hercules Musarum- templet Octavius portik Balbus- teatern Crypta Balbi Porticus Minucia Nymfernas tempel Diribitorium Juturnas tempel Fortunas tempel Feronias tempel Lares Permarinis tempel Pompejus curia Pompejus portik Pompejusteatern Venus Victrix tempel Marstemplet Hercules Custos tempel Castors och Pollux tempel Pons Fabricius Tiberön Porticus Maximae Neptunus- templet Divorum Villa Publica Hecatostylon Fortuna Equestris tempel Statilius Taurus amfiteater |